# Budgie (músico)

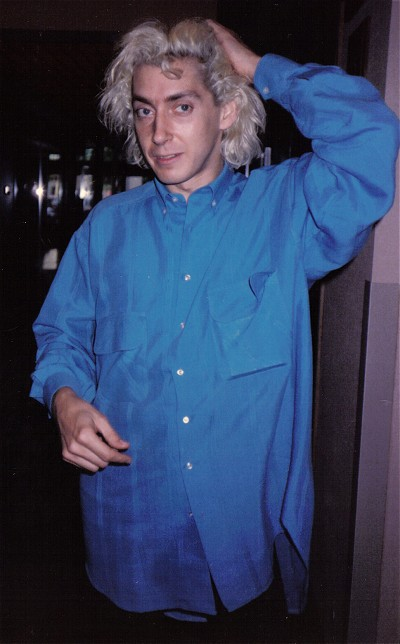
O músico em 1986

Peter Edward Clarke, (21 de agosto de 1957, St Helens, Lancashire, Inglaterra), mais conhecido como Budgie, é um baterista inglês. Foi o o baterista da influente banda Siouxsie and the Banshees (1979-96). (1981-2004)

## Biografia
Budgie começou a sua carreira na banda de New Wave chamada Big in Japan. Tocou também no the Spitfire Boys antes de ir para o The Slits, gravando o álbum Cut.
Em 1979, ele foi convidado para ser o baterista da banda Siouxsie and the Banshees, tornando-se inicialmente um substituto temporário de Kenny Morris, que deixou a banda durante uma turnê. Entretanto, ele permaneceu no grupo desde o álbum Kaleidoscope. Paralelamente, também criou o grupo The Creatures, juntamente com Siouxsie Sioux.
Budgie trabalhou com outros músicos, incluindo John Cale, Leonard Eto (ex-Kodo Drummers) e John Grant (músico John Grant).
Em 2013, a revista Spin o classificou em 28º lugar na lista de "Os 100 Maiores Bateristas de Música Alternativa".